# Hysteropterum pictifrons
Hysteropterum pictifrons är en insektsart som beskrevs av Melichar 1906. Hysteropterum pictifrons ingår i släktet Hysteropterum och familjen sköldstritar. Inga underarter finns listade i Catalogue of Life.